# Logentries
Logentries — компанія що надає послуги програмного забезпечення для керування логами, з офісами в Бостоні та Дубліні. Logentries збирає і аналізує логи з файлів, у хмарах у режимі реального часу. Кількість користувачів Logentries сягає більше 25,000.

## Історія
Logentries заснований 2010 року в Дубліні (Ірландія) Вільямом Голубом і Тревором Парсонсом. Вони більш ніж десять років працювали разом в лабораторії інженерії продуктивності (англ. Performance Engineering Laboratory) в Університетському коледжі Дубліна, де вони співпрацювали з IBM і фокусували свої дослідження на аналізі першопричин проблем з продуктивністю та IT інфораструктурою. Сервіс Logentries був побудований на основі технології що виросла з цих академічних досліджень. В жовтні 2013-го, Logentries призначила Ендрю Бертона (англ. Andrew Burton) CEO та президетном компанії. В той же час, Logentries оголосила про отримання десяти мільйонів доларів в раунді фінансування серії А від венчурних партнерів. В жовтні 2015, Logentries були придбані компанією Rapid7 за 68 мільйонів доларів США.

## Технологія
Logentries це хмарна платформа, яка збирає та аналізує логи з різних стеків ПЗ виконує попередню обробку, фільтрацію, статистичний аналіз та візуалізацію даних логів, використовуючи комбінацію сервісів AWS та застосунків з відкритим кодом.

## Інтегрується з
- Microsoft Azure[15]
- AWS[16]
- Docker[17]
- Heroku[18]
- HipChat[en][19]
- Hosted Graphite[20]
- New Relic[en][21]
- PagerDuty[22]
- Slack[23]

## Зноски
1. ↑  Burke, Elaine (1 жовтня 2013). NovaUCD Innovation Award - winner Logentries creates 20 jobs in Dublin. Silicon Republic. Архів оригіналу за 12 травня 2014. Процитовано 14 лютого 2014.
2. ↑  Irish Research Council Alumni News: Logentries Raises $10 Million in Funding. Irish Research Council. Архів оригіналу за 28 березня 2014. Процитовано 6 березня 2014. [Архівовано 2014-03-28 у Wayback Machine.]
3. ↑  Kepes, Ben. Logentries Joins The Real Time Log Management and Analytics Space. Forbes.com. Архів оригіналу за 12 травня 2014. Процитовано 9 травня 2014.
4. ↑  Rooney, Ben (1 жовтня 2013). Dublin-Based Logentries Closes $10 Million A Round. Wall Street Journal/Digits. Архів оригіналу за 26 лютого 2014. Процитовано 14 лютого 2014.
5. ↑  Goldin, Pete. Logentries Launches Real-Time Visualizations for Log Management and Analytics. APMDigest.com. Архів оригіналу за 12 травня 2014. Процитовано 9 травня 2014.
6. ↑  Kepes, Ben. Logentries Joins The Real Time Log Management and Analytics Space. Forbes.com. Архів оригіналу за 12 травня 2014. Процитовано 9 травня 2014.
7. ↑  Rooney, Ben (1 жовтня 2013). Dublin-Based Logentries Closes $10 Million A Round. Wall Street Journal/Digits. Архів оригіналу за 26 лютого 2014. Процитовано 14 лютого 2014.
8. ↑  Harris, David. Logentries touts user growth, plans to double workforce. Boston Business Journal. Архів оригіналу за 16 травня 2014. Процитовано 9 травня 2014.
9. ↑  Keohane, Dennis. Logentries Raises $10M, Brings in Andrew Burton as President and CEO. Venturefizz.com. Архів оригіналу за 12 травня 2014. Процитовано 14 лютого 2014. [Архівовано 2014-05-12 у Wayback Machine.]
10. ↑  Alspach, Kyle. From LogMeIn to Logentries: Andrew Burton on making consumer-like software for biz. Beta Boston. Архів оригіналу за 7 травня 2014. Процитовано 11 травня 2014.
11. ↑  Brian Deagon (10/14/2015). Rapid7 Buys Logentries To Enhance Data Analytics. Архів оригіналу за 19 листопада 2015. Процитовано 12 січня 2018.
12. ↑  Logentries and AWS Partner to Centralize CloudTrail, CloudWatch and Log Data Monitoring. 9 липня 2014. Архів оригіналу за 19 грудня 2014. Процитовано 19 грудня 2014.
13. ↑  Butcher, Mike. LogEntries Secures $10M Led By Polaris Ventures To Scale Log Management For SMEs. TechCrunch.com. Архів оригіналу за 10 березня 2014. Процитовано 9 березня 2014.
14. ↑  Kobialka, Dan. Logentries Launches New Dashboards for Analytics, Log Management. Talkin' Cloud. Архів оригіналу за 12 травня 2014. Процитовано 9 травня 2014. [Архівовано 2014-05-12 у Wayback Machine.]
15. ↑  Logentries DataHub in the Azure Marketplace. Microsoft Azure Marketplace. Архів оригіналу за 9 березня 2016. Процитовано 11 січня 2018. [Архівовано 2016-03-09 у Wayback Machine.]
16. ↑  Logentries AWS Integration. Amazon. Архів оригіналу за 23 лютого 2015. Процитовано 23 лютого 2015. [Архівовано 2015-02-23 у Wayback Machine.]
17. ↑  Logentries Taps Docker Ecosystem. TheVarguy. Архів оригіналу за 23 лютого 2015. Процитовано 23 лютого 2015. [Архівовано 2015-02-23 у Wayback Machine.]
18. ↑  Logentries Integration with Heroku. Heroku. Архів оригіналу за 26 квітня 2015. Процитовано 23 лютого 2015. [Архівовано 2015-04-26 у Wayback Machine.]
19. ↑  Logentries Integration. Hipchat. Архів оригіналу за 23 лютого 2015. Процитовано 23 лютого 2015.
20. ↑  Logentries Integration Guide. HostedGraphite. Архів оригіналу за 23 лютого 2015. Процитовано 23 лютого 2015.
21. ↑  Logentries New Relic Enterprise Synergies or Unnecessary Complexity. Forbes. Архів оригіналу за 23 лютого 2015. Процитовано 23 лютого 2015.
22. ↑  Logentries Integration Guide. PagerDuty. Архів оригіналу за 16 березня 2015. Процитовано 23 лютого 2015.
23. ↑  Logentries Integration Slack Helps Devops Teams Drop Email. TheNextWeb. Архів оригіналу за 23 лютого 2015. Процитовано 23 лютого 2015.